# S.H.I.E.L.D.
S.H.I.E.L.D. (originalment acrònim de Supreme Headquarters, International Espionage, Law Enforcement Division i posteriorment canviat a Strategic Hazard Intervention, Espionage and Logistics Directorate) és una agència d'intel·ligència i antiterrorisme fictícia de l'Univers Marvel.
Normalment dirigida per Nick Fury com a director d'operacions, aquesta organització opera tant com una agència secreta com una paramilitar. En un principi associada al govern dels Estats Units, i més tard sota la supervisió de les Nacions Unides, amb bastants recursos tecnològics a seva disposició.

## Història
No és clara la data en què es va fundar exactament S.H.I.E.L.D., l'agència global de seguretat. Ull de Falcó alguna vegada va dir que Nick Fury i ell la van fer fora a caminar a finals de la Guerra Freda. No obstant això, fa poc menys de deu anys, Fury va ser adherit a una unitat armada (possiblement part de S.H.I.E.L.D.) que escortava Arma X, un simple operatiu mutant en aquells dies. En algun punt de la dècada passada, amb l'increment global de la població mutant, S.H.I.E.L.D. es va expandir en organitzacions multinacionals amb milers d'agents. Dins de les seves obligacions de seguretat, es troba vigilar els avenços científics.
En els seus inicis, un grup internacional afiliat a les Nacions Unides va recuperar l'esborrany elaborat per Fury sense ell saber-ho i va posar en marxa la creació de l'agència.
S.H.I.E.L.D. estava dirigida al principi per una junta supervisora, encara que les operacions i gestió directa estaven a càrrec del director d'operacions, cap visible de l'agència que comptava amb àmplia autonomia i plena autoritat. Aquest lloc va ser inicialment ocupat pel Coronel Rick Stoner, fins que se li va donar per mort en una missió.
És una organització mundial encarregada de la seguretat, la protecció i el manteniment de la pau en totes les nacions i de tots els pobles al voltant del món. Al contrari que les diferents agències d'intel·ligència al voltant del món com la CIA americana, el MI6 britànic, l'antic KGB rus o el Mossad israelià, S.H.I.E.L.D. té un àmbit mundial, tant operatiu, a nivell de membres com a nivell jurídic. La majoria dels països democràtics al voltant del món donen suport a les activitats de S.H.I.E.L.D., i els permeten actuar en el seu territori. A més, S.H.I.E.L.D. compta també amb molts operatius en països antioccidentals, com els països àrabs o de tendències comunistes o dictatorials. Tot i que la majoria de les activitats de S.H.I.E.L.D. són encobertes, el públic en general coneix l'existència de S.H.I.E.L.D., i la pròpia organització té nombroses oficines repartides arreu del món. S.H.I.E.L.D. va ser fundat en els anys 60, per contrarestar l'amenaça que suposava l'organització neo feixista coneguda com a Hydra, la qual comptava amb alta tecnologia que podia sembrar el caos al voltant del món. Els fundadors de S.H.I.E.L.D. són desconeguts, així com els directors de la Comissió Executiva, encara que es creu que eren alts representants del món dels negocis i de l'exèrcit. El primer director de S.H.I.E.L.D. del qual es té constància, va ser assassinat per assassins enviats per Hydra, en el seu lloc la Comissió Executiva va col·locar a Nick Fury, un coronel de l'exèrcit dels EUA que havia estat un operatiu d'alt nivell en la CIA.
Després que el passat de Fury fos examinat acuradament per la Junta de Directors Executius, Fury va ser convocat a bord de l'helitransport de S.H.I.E.L.D., on es va reunir amb el Comitè Consultiu de S.H.I.E.L.D., entre els quals Fury va poder reconèixer a diversos caps de govern i de poderoses corporacions. Aquest comitè li va oferir a Fury la direcció de l'organització, i després de certs dubtes per part de Nicholas sobre la seva capacitat per dirigir tan megalítica organització, va decidir acceptar el càrrec. D'aquesta manera Nick Fury va passar a convertir-se de cara al públic en el director de S.H.I.E.L.D..
Fury va exercir com el més alt executiu de S.H.I.E.L.D. de cara al públic, portant a terme el gegantí treball administratiu, ocupant-se de les relacions amb les autoritats mundials, i sent el director de camp de l'organització. No obstant això, Nick Fury ha de respondre davant la Junta de Directors Executius de S.H.I.E.L.D., format per set personatges anònims que es posen en contacte amb ell a través d'un videocomunicador, i sembla que ni el mateix Fury coneix les seves identitats.
Entre els nombrosos èxits de S.H.I.E.L.D., es troba la pràcticament total desmantellament d'Hydra, el grup causant de la creació de SHIELD, reduint a una organització subversiva que compta amb un petit grup d'agents, molt per sota del seu abast i la seva tecnologia d'antany. La destrucció de l'Illa Hydra i la "mort" del fundador de l'organització, Baron Wolfang von Strucker, va ser un cop massa fort perquè l'organització sobrevisqués. S.H.I.E.L.D. ha combatut també a altres organitzacions criminals com és el cas de A.I.M., o el cartell criminal conegut com el Zodíac, del qual el germà de Nick Fury, Jacob Fury, formava part com un dels seus membres, Escorpí. Amb l'ajuda de diversos superherois, S.H.I.E.L.D. també va desmantellar la conspiració ordida per diversos poderosos industrials que van formar el grup conegut com la Corporació. Altres dels majors enemics de S.H.I.E.L.D. van ser Arpa groga i la seva organització, una nova branca d'Hydra dirigida per una desequilibrada anomenada Escurçó, el nazi Crani Vermell i la seva organització, el Professor Poder i l'Imperi Secret, que va ser desmantellat durant una operació conjunta amb els russos i l'ajuda dels Nous Defensors, el genetista boig conegut com a Centurious, el creador de monstres Doctor Demonicus, a organització terrorista anomenada Ultimatum, que estava dirigida per No Banderes, les forces de l'Home Planta que havien pres el control d'una base de S.H.I.E.L.D. i segrestat al president, i altres amenaces mundials. S.H.I.E.L.D. també ha hagut de defensar la Terra d'amenaces d'origen extraterrestre que pretenien envair la Terra, així, van donar suport tecnològic als Venjadors i els 4 Fantàstics que va permetre a aquests intervenir decisivament en la Guerra Kree-Skrull, que amenaçava d'estendre a la Terra, i va col·laborar àmpliament per rebutjar els intents d'invasió duts a terme pel Baró Karza, o per la Intel·ligència Col·lectiva. No obstant això, la major acció militar duta a terme per S.H.I.E.L.D. contra amenaces extraterrestres va ser desenvolupada contra la raça alienígena dels Fantasmes, als quals finalment van aconseguir expulsar de la Terra gràcies als esforços conjunts del Cavaller de l'Espai provinent de Galador, Rom, a l'ajuda del govern federal i la intervenció de diversos grups de superhumans.
La major operació pública de S.H.I.E.L.D. va ser potser, la que van dur a terme per perseguir i capturar al llangardaix prehistòric conegut com a Godzila, que era un dels monstres mutats pel Doctor Demonicus.
Malgrat els benèvols objectius de S.H.I.E.L.D., i les seves nombroses operacions per salvar el món, certs individus en l'organització han abusat de la seva situació de poder, i han fet servir els recursos de l'organització per al seu profit personal, en activitats qüestionables. Alguns Directors Regionals han falsejat dades, i han passat informacions errònies a la caserna central per ocultar les seves veritables activitats, alguns d'aquests casos van ser els de Rico Santana, director regional a Rio de Janeiro, i Karl Delandan, de Manhattan, les activitats de tots dos van ser descobertes davant Nick Fury per l'agent de camp ocasional de SHIELD Barbara Morse, més tard coneguda com a Ocell Burleta. Altres activitats il·lícites han estat portades a terme per Agents Regionals i Agents de Camp, com quan Buch Richien, Val Adair i Adam Manna van intentar assassinar l'industrial Tony Stark. Nick Fury va crear un equip especial d'Investigacions Internes per controlar que els membres de l'organització no abusin del seu poder, però dur a terme aquesta missió a una organització tan gegantina com S.H.I.E.L.D. és una tasca gairebé impossible.
En els seus esforços per incrementar la seguretat interna, S.H.I.E.L.D. ha restringit la seva cooperació amb certs col·laboradors externs, importants organitzacions de superhumans com els Venjadors o els 4 Fantàstics. El Capità Amèrica, que ha actuat en nombroses ocasions al costat de s.h.i.e.l.d. com a agent independent, també ha vist com la seva col·laboració amb s.h.i.e.l.d. quedava restringida després d'una missió en què es va veure embolicat el Venjador per fer front a l'organització terrorista d'Ultimatum.
Reconeixent el valor de tenir superhumans al seu servei, S.H.I.E.L.D. ha intentant en nombroses ocasions crear un equip de superhumans al seu servei, però a excepció de la divisió ESP, formada per individus amb poders telepàtics, cap d'aquests intents ha fructificat, en un altre ordre de coses, Nick Fury ha intentat reclutar al Capità Amèrica com a agent a temps complet, però sense èxit. El més famós intent de S.H.I.E.L.D. per crear un equip de superhumans propi, va ser el programa Super Agent, el qual va ser dissolt quan dos dels seus agents, Raig Blau i Vampi, dels quatre reclutes originals van resultar ser agents dobles de la Corporació, i un altre dels super Agents, Wendell Vaughn, Quasar, va abandonar SHIELD per treballar a les ordres del Govern en el Projecte Pegàs.
Una de les principals bases amb què compta S.H.I.E.L.D. és la de la seva alta tecnologia, en els seus primers dies, l'armament de l'organització va ser dissenyat i construït per Indústries Stark. Quan Stark es va retirar de la producció d'armes, S.H.I.E.L.D. va contactar amb altres organitzacions que els proporcionessin noves tecnologies, com és el cas de la Companyia Cord, o Tecnologies Cross. En no estar satisfet amb els seus nous proveïdors, S.H.I.E.L.D. va intentar prendre el control financer d'Indústries Stark adquirint les suficients accions de l'empresa per obligar-lo a tornar al negoci de la producció d'armes, però els seus plans van fallar. Quan una organització rival de la Stark, Indústries Stane, va adquirir el control d'Indústries Stark, S.H.I.E.L.D. i la Stane van iniciar relacions mútues per a la compra d'armes.
Els dos majors símbols de l'avançada tecnologia de S.H.I.E.L.D. són l'helitransport de S.H.I.E.L.D., una gegantesca base voladora mòbil, que serveix de centre neuràlgic per a les operacions de S.H.I.E.L.D. per tot el món. L'altre assoliment tecnològic de S.H.I.E.L.D. és el Satèl·lit de S.H.I.E.L.D., una petita però sofisticada estació espacial, construïda per detectar possibles intrusions extraterrestres. L'helitransport ha patit nombrosos atacs per part dels enemics de S.H.I.E.L.D., com l'atac sofert per part de Mentallo i l'arreglador. L'helitransport original va ser finalment enderrocat del cel per una invasió de paneroles mutades, i va acabar caient en una àrea deshabitada d'Arizona. Malgrat que tot el personal de S.H.I.E.L.D. va ser evacuat abans de la col·lisió, la destrucció de l'helitransport va causar pèrdues de bilions de dòlars a l'organització. Durant un temps el centre neuràlgic de S.H.I.E.L.D. es va traslladar a les diferents bases regionals repartides per tot el país], fins que el nou helitransport va estar en condicions de ser operatiu.
Menys conegut però també un altre assoliment tecnològic usat per S.H.I.E.L.D. són els SDV, que són androides d'aparença humana, que podrien substituir els Agents de Camp en les missions d'alt risc, però el seu alt cost ho impedia. Nick Fury i Anthony Stark tenen ambdós un SDV que els substitueix per raons de seguretat. El germà de Nick Fury, Jacob Fury àlies Escorpí, va construir diversos SDV amb certes modificacions (els Simulacres Dotats de Vida) per formar l'organització criminal del Zodíac.
L'últim assoliment destacable de S.H.I.E.L.D., és el Cotxe Volador de S.H.I.E.L.D., anomenat Mark V, construït al principi per Indústries Stark i més tard per la Stane, que va construir al voltant de 2000 d'aquests cotxes.
Després de la destrucció de l'helitransport i durant un temps, el quarter general de S.H.I.E.L.D. es va traslladar a la caserna més important de l'organització en els EUA, la caserna de S.H.I.E.L.D. a Manhattan. La caserna original es trobava camuflat sota una perruqueria, però va ser deliberadament destruït després de ser descobert i atacat pels enemics de l'organització Hydra.
Després de la destrucció d'aquesta base, S.H.I.E.L.D. es va traslladar a una nova base, l'entrada estava camuflada per un holograma en forma de paret, que ocultava l'entrada als aliens a l'organització.
La caserna de S.H.I.E.L.D. en els Àngels estava camuflat en un principi en un Restaurant Xinès, i després sota un saló de bellesa. La localització dels restants casernes de S.H.I.E.L.D. és desconeguda, tot i que les oficines que té S.H.I.E.L.D. distribuïdes per diverses ciutats dels EUA són del domini públic.
S.H.I.E.L.D. ha participat en nombroses missions, tant en solitari com en companyia de les diferents agències governamentals tant als USA com al voltant del món, o en combinació amb els diferents grups de superhumans, encara que les relacions amb aquests últims no sempre han estat amistoses, i S.H.I.E.L.D., seguint ordres governamentals o de l'ONU, ha combatut contra aquests supergrups.
Així, S.H.I.E.L.D. combatre contra els Venjadors durant la crisi de Genosha, intentant impedir que els Venjadors anessin a Genosha a posar fi a la guerra civil que havia esclatat a l'illa. S.H.I.E.L.D. ha combatut també contra grups de mutants, sobretot contra X-Force, el qual està liderat per Cable un "terrorista" buscat per l'organització, i nèmesi particular d'un altre dels famosos directors de S.H.I.E.L.D., el Coronel Bridge. S.H.I.E.L.D. ha combatut també contra els Thunderbolts, als quals consideren criminals per la seva tèrbol passat.

### Nick Fury
Després de la mort de Stoner, Tony Stark, que proveïa a l'en aquells dies encara secreta organització de gran part de les armes i tecnologia que la feien funcionar (incloent la seva principal base d'operacions, l'helitransport) va recomanar per substituir-lo al mateix Nick Fury, amb qui havia col·laborat recentment en un cas relacionat amb Indústries Stark. Fury per llavors havia aconseguit el grau de coronel i treballava per a la CIA. De seguida, Fury es va envoltar de col·laboradors de confiança, incloent a integrants dels seus vells Ordres udoladors com Thadeus "Dum Dum" Dugan o Gabriel Jones i nous coneguts com a Clay Quatermain o la Comtessa Valentina de Fontaine. La presència de Fury va facilitar també la col·laboració d'un vell conegut seu de la Segona Guerra Mundial, el Capità Amèrica, que si bé no es va incorporar a S.H.I.E.L.D. com a agent a temps complet, sí que va ser un col·laborador extern molt valuós.
La principal amenaça de la qual es va ocupar S.H.I.E.L.D., en aquells primers temps va ser l'organització terrorista Hydra, que d'una forma o altra ha sobreviscut en el temps fins a l'actualitat a més de donar origen a altres grups escindits com IMA o l'Imperi Secret. També les hi van tenir a veure amb l'organització criminal d'un androide que deia ser Arpa groga. Durant aquesta confrontació van reclutar a Jimmy Woo, agent de l'FBI i nèmesi de l'autèntic Arpa Groga.
Després d'un temps mantenint l'agència en secret i esquivant les preguntes de periodistes com Ben Urich, l'existència de S.H.I.E.L.D. es va fer pública, tot i que moltes de les seves missions, com l'assumpte que va implicar a Godzilla i l'androide Ronin Roig seguien ocultant-se després tapadores.

### El Assumpte Deltita: La Fi de S.H.I.E.L.D.
Una de les majors crisis a les quals es va enfrontar S.H.I.E.L.D. va ser el que va arribar a conèixer-se com  El Assumpte Deltita . Alguns SDVs (Simulacres Dotats de Vida) havien pres consciència i s'havien infiltrat en S.H.I.E.L.D., Hydra i I.M.A. i van començar a assassinar agents de S.H.I.E.L.D. com Woo o Quatermain i substituir-los per rèpliques. Van inculpar a Fury per traïció i es va veure obligat a fugir. La junta, infiltrada pels deltitas, va nomenar director d'operacions a Jasper Sitwell, pupil de Fury i gran amic seu per al qual el deure havia anteposar-se a la seva lleialtat al seu mentor.
Després de diverses maniobres, inclosa la substitució de Sitwell per un altre SDV, fins als més propers a Fury, com el seu amant la Comtessa de Fontaine, es van posar en contra seu. Ell i un grapat d'agents renegats, entre els quals es trobava Kate Neville, van haver de lluitar contra l'organització que s'havia convertit en la més poderosa agència d'espionatge del món. Finalment va aconseguir destapar la veritat i netejar el seu nom, però només després d'haver perdut aparentment a molts amics i col·legues a les mans dels deltitas. En realitat, els agents havien estat capturats per Hydra i el seu líder, el Baró Wolfgang Von Strucker, veritable responsable de l'Assumpte Deltita sense que Fury ni S.H.I.E.L.D. ho sabessin.
Un cop resolt tot, i veient el nivell de corrupció al qual havia arribat S.H.I.E.L.D., tota l'organització va ser desmantellada. Fury i Nerville van dedicar els següents mesos a viatjar pel món tancant les seves bases més secretes i destruint la seva més perillosa tecnologia.

### Renaixement
Uns mesos després va ser creada una nova S.H.I.E.L.D., amb un nou nom (tot i que les mateixes sigles) i presumiblement més immune a la corrupció, i Fury va ser escollit de nou per dirigir-la. Va ser durant la direcció d'aquesta "nova S.H.I.E.L.D." quan va tenir una de les majors confrontacions amb Hydra, durant la qual van morir molts nous agents. En aquesta operació es va descobrir, però, que els agents als quals es creia morts havien estat posats en un estat comatós per a la seva recondicionament com a agents propis, i aviat van poder reincorporar-se.
La nova s.h.i.e.l.d. transcendir les funcions de l'anterior: Funcionava com agència de gestió d'emergències de l'ONU en situacions amb jurisdicció poc clara, com les inundacions a la Terra Salvatge i va assumir una posició informal com a intermediari en les relacions de l'ONU i el govern nord-americà amb la comunitat superheroica causa de les bones relacions de Fury amb la majoria dels herois. També s'encarregava de controlar o custodiar a membres d'aquesta comunitat quan era necessari.
En aquesta tessitura, es va fer càrrec de la custòdia de Frank Castle, el Castigador, quan va ser capturat. Se li va posar sota un tractament experimental del psiquiatre Leonard Samson que incloïa la hipnosi, però tifa, un agent d'intel·ligència que buscava seu lloc, va manipular una de les sessions per a implantar en la ment de Castle la idea que havia estat Fury el que havia matat la seva família i el va deixar escapar. Va començar un joc del gat i el ratolí entre el Castigador i S.H.I.E.L.D. en què es van veure involucrats Daredevil, Hulk i Ghost Rider, i que va acabar amb la mort de Fury a les mans de Castle.
Tot i que certs sectors de S.H.I.E.L.D., sobretot els seus més íntims amics, inicialment es negaven a creure que sigui mort realment donades les seves passades experiències amb morts simulades, el cadàver va ser enterrat amb tots els honors en el cementiri d'Arlington i Valentina de Fontaine va ser triada com la seva successora en la direcció.
Va ser Sharon Carter, l'antiga agent 13 de S.H.I.E.L.D., qui va acabar esbrinant la veritat. Carter havia estat abandonada després de les línies enemigues anys abans durant una operació i volia passar comptes amb Fury. Quan va saber pel Capità Amèrica que havia mort, va començar a investigar-ho, arribant fins i tot a exhumar el cadàver i va descobrir que era un model molt avançat de SDV, capaç fins i tot d'enganyar els sentits superdesenvolupats de Lobezno o Daredevil. El veritable Fury havia rebut un missatge d'algú que afirmava ser el Coronel Stoner i havia quedat atrapat en una dimensió de butxaca creada per un dels vells experiments de S.H.I.E.L.D. amb la galleda còsmic, on revivia una vegada i una altra velles missions al comandament dels Comandos udoladors. La irrupció de Carter en aquesta dimensió va portar a Fury a despertar de la seva tràngol i va possibilitar la seva volta al món real. Carter va tornar a ingressar en S.H.I.E.L.D. i, després d'un breu temps en què va voler seguir desaparegut, també Fury.
Temps després, durant un breu lapse en el qual es va embarcar en una missió personal, Fury va convèncer a Sharon Carter que ocupés el seu lloc.
En algun moment indeterminat durant aquesta etapa, S.H.I.E.L.D. va deixar de dependre de les Nacions Unides i va passar de nou a ser una agència nord-americana, sota la supervisió del secretari de defensa.

### Membres destacats
Membres destacats de S.H.I.E.L.D. per ordre alfabètic segons el seu cognom (excepte pel líder, Fury):
- Nick Fury, exdirector d'operacions.
- Contessa Valentina Allegra vaig Fontaine
- Natasha Romanoff (Vídua Negra)
- G. W. Bridge
- Sharon Carter (Agent 13)
- Phil Coulson
- Jessica Drew (Spider Woman)
- Thaddeus "Dum-Dum" Dugan
- Gabriel "Gabe" Jones
- Ali Morales
- Steve Rogers (Capità Amèrica)
- Yelena Belova (Vídua Negra)
- Clay Quartermain
- Jasper Sitwell
- Alexei Vashin
- Jimmy Woo
- Maria Hill (exdirectora d'operacions)
- Tony Stark (Iron Man) (Director de S.H.I.E.L.D. Nomenat al número 7 de la sèrie Civil War)
- Thor
- Clint Barton (Hawkeye)
- Bobbi Morse (Mockingbird)
- Bruce Banner (Hulk)
- Nick Fury Jr. tercer fill de Nick Fury, originalment conegut com a Marcus Johnson, agent de S.H.I.E.L.D. d'ascendència afroamericana, associat a la versió de Nick Fury cinematogràfic com a nou element de l'agència governamental per compensar la seva contrapartida de l'univers cinematogràfic i la línia Ultimate de Marvel, va ser presentat en la mini-sèrie  Battle Scars  de 2012, al costat de l'agent Phil Coulson en la línia tradicional clàssica de l'univers Marvel (Marvel 616), Sent presentat com a agent de S.H.I.E.L.D. a causa que va resultar ser fill de l'agent afroamericana de la CIA Nia Jones sent el resultat d'una relació secreta de Nick Fury amb l'agent Jones quan aquest va treballar en la CIA.

### Subdivisions
- Tempesta de Raigs: Dirigida per Ms. Marvel.
- S.W.O.R.D.
- Divisió PSI: Divisió composta per telèpates i altres agents amb poders psíquics.
- Esquadró Godzilla: Dirigit per Dum Dum Dugan

### Tecnologia de S.H.I.E.L.D.
- Mandroides: Vestit de combat avançat dissenyat per Tony Stark per capacitar els agents humans per al combat amb enemics superpoderosos.
- Cotxe volador: Vehicle estàndard de S.H.I.E.L.D .. Dissenyat per Tony Stark.
- SDVs:  'S'  imulacros  'D'  otados de  'V'  anada. Cyborgs avançats per a fer d'esquers.

## Còmics
| col·lecció | nombre | any | notes | - Bgcolor = "# 1ea200" | 'Strange Tals' | 'Strange Tals' | 'Strange Tals' | 'Strange Tals' | 'Strange Tals' | - | Strange Tals | 135 | 1965 | Nick Fury és reclutat per s.h.i.e.l.d. | - | Strange Tals | 158 | 1967 | s.h.i.e.l.d. venç a l'organització Hydra, matant el seu líder el Baró Wolfgang von Strucker | - |

## Membres destacats
- Nick Fury, exdirector d'operacions.
- Contessa Valentina Allegra di Fontaine
- Natasha Romanoff (Vídua Negra)
- G. W. Bridge
- Sharon Carter (Agente 13)
- Agent Phil Coulson
- Jessica Drew (Spider Woman)
- Thaddeus "Dum-Dum" Dugan
- Gabriel "Gabe" Jones
- Ali Morales
- Steve Rogers (Capità Amèrica)
- Yelena Belova (Viuda Negra)
- Clay Quartermain
- Jasper Sitwell
- Alexei Vashin
- Jimmy Woo
- Maria Hill (exdirectora d'operacions)
- Iron Man (Director de S.H.I.E.L.D., esmentat en el número 7 de la sèrie Civil War)

## En altres mitjans

### Cinema
- En la pel·lícula  Iron Man  (2008), S.H.I.E.L.D. està representada per l'agent Phil Coulson (Clark Gregg), amb un cameo de Samuel L. Jackson com Nick Fury, al final dels crèdits, dient que formin la iniciativa  Avengers .
- En la pel·lícula  The Incredible Hulk  (2008), el General Ross utilitza armes d'Indústries Stark i recursos de S.H.I.E.L.D. per perseguir Bruce Banner i també es pot apreciar el nom de Nick Fury durant els crèdits inicials. Al final apareix Tony Stark i li parla a Ross sobre l'incident i li diu sobre l'equip que estan formant, The Avengers.
- A  Iron Man 2  (2010), reapareixen Fury i Coulson i es presenta a una nova agent de S.H.I.E.L.D .: Vídua Negra. En aquesta pel·lícula s'estableix que Howard Stark, pare de Tony, va ser un dels fundadors de S.H.I.E.L.D. a l'Univers cinematogràfic de Marvel.
- A  Thor  (2011), de nou l'agent Coulson representa S.H.I.E.L.D. en la seva investigació sobre el protagonista. També apareix Nick Fury i amb una petita participació, Ull de Falcó, interpretat per Jeremy Renner.
- A  Captain America: The First Avenger  (2011), apareix Nick Fury al final, i s'estableix que els orígens de l'organització són a la Segona Guerra Mundial.
- A  The Avengers  (2012), tant S.H.I.E.L.D. com Nick Fury i Ull de Falcó estan presents durant tota la pel·lícula. Fins a l'agent Coulson apareix en la pel·lícula, sent assassinat per Loki.
- A  Iron Man 3  (2013), S.H.I.E.L.D. és esmentat per Jarvis en el moment en què Tony investiga sobre els atacs del Mandarí.
- A  Thor: The Dark World  (2013), S.H.I.E.L.D. és esmentat per Jane en la part en què Darcy crida a la policia, ja que ella va desaparèixer per 5 hores, també és esmentat per Darcy quan s.h.i.e.l.d. no respon a les anomalies que passen a la Terra.
- A  Captain America: The Winter Soldier  (2014), S.H.I.E.L.D. forma part important i fonamental de la pel·lícula. Fins que Rogers descobreix un secret ocult en S.H.I.E.L.D., dient-los al món que ha estat dominat per HYDRA, després de la Segona Guerra Mundial.
- A  Avengers: Age of Ultron  (2015), S.H.I.E.L.D. reapareix. Fury torna amb el seu helitransport per salvar els civils de l'atac de Ultron.
- A  Ant-Man  (2015), SHIELD apareix a l'inici de la pel·lícula, ambientat l'any 1989, durant la construcció del Triskelion. El Dr. Hank Pym renúncia a seguir formant part de l'agència quan descobreix que han intentat replicar la seva fórmula.

### Televisió
- Objectiu Manhattan (1998), és una pel·lícula per a televisió, amb guió de David S. Goyer, sobre Nick Fury, on aquest és interpretat per David Hasselhoff.
- S.h.i.e.l.d. i Fury han fet aparicions en les sèries animades de Iron Man, Spiderman, X-Men Evolution, The Super Hero Squad, The Avengers: Earth 's Mightiest Heroes, Ultimate Spiderman, Avengers Assemble i Hulk and the Agents of SMASH.
- El 2013 es va estrenar  Agents of S.H.I.E.L.D.  en ABC, sèrie el pilot va ser dirigit i escrit per Joss Whedon i que foma part de l'Univers cinematogràfic de Marvel. Coulson reapareix viu en aquesta sèrie, que s'ambienta després de la pel·lícula  The Avengers . En alguns episodis es veuen reflectit esdeveniments ocorreguts a  Iron Man 3 ,  Thor: The Dark World  i  Captain America: The Winter Soldier .